# Benthomodiolus geikotsucola
Benthomodiolus geikotsucola is een tweekleppigensoort uit de familie van de Mytilidae. De wetenschappelijke naam van de soort is voor het eerst geldig gepubliceerd in 2007 door Okutani & Miyazaki.